# Адміністративний поділ Косова
Частково визнана Республіка Косово ділиться на 7 округів (алб. Rajone, серб. Окрузи), що складаються з 30 муніципалітетів (алб. Komuna, серб. Општина).
Північне Косово (Лепосавич, Звечан і Зубін Поток), населене переважно сербами, не контролюється владою республіки, при цьому фактичною столицею косовских сербів є північна частина міста Косовська Митровиця, де, з метою інтеграції сербських районів до складу Косова, у майбутньому планується створити окремий муніципалітет Північна Митровиця.

## Округи
| Округ                                                                       | Площа км² | Населення 2011 | Густота населення на км² | Поселення |
| --------------------------------------------------------------------------- | --------- | -------------- | ------------------------ | --------- |
| Урошевачський округ (Rajoni i Ferizajit/Uroševački okrug)                   | 1030      | 185806         | 180                      | 126       |
| Джаковицький округ (Rajoni i Gjakovës/Đakovički okrug)                      | 1129      | 194672         | 170                      | 170       |
| Г'їланський округ (Rajoni i Gjilanit/Gnjilanski okrug)                      | 1206      | 180783         | 150                      | 287       |
| Косовсько-Митровицький округ (Rajoni i Mitrovicës/Kosovskomitrovački okrug) | 2077      | 272247         | 110                      | 267       |
| Пецький округ (Rajoni i Pejës/Pećki okrug)                                  | 1365      | 174235         | 130                      | 118       |
| Приштинський округ (Rajoni i Prishtinës/Prištinski okrug)                   | 2470      | 477312         | 223                      | 298       |
| Призренський округ (Rajoni i Prizrenit/Prizrenski okrug)                    | 1397      | 331,670        | 240                      | 195       |